# Alexandre Zaldostanov
Alexandre Zaldostanov (en russe : Александр Сергеевич Залдостанов), né en 1963 à Kropyvnytskyi (à l'époque, Kirovohrad), au centre de l’Ukraine, est un militant politique et motard/biker russe. Il est président du club de motards Les Loups de la nuit.

## Biographie
Zaldostanov nait en Ukraine d’un père ukrainien et d’une mère russe. Sa famille et lui déménagent ensuite à Moscou, mais le jeune Alexandre passe la plupart de ses étés en colonie de vacances à Sébastopol, où il développe une grande admiration pour la flotte de la mer Noire.
Après des études de médecine dans la capitale russe, Zaldostanov devient d’abord chirurgien-dentiste de profession, d'où son surnom « le chirurgien ». Il se spécialise alors dans la reconstruction faciale.
Le jeune médecin se prend cependant rapidement de passion pour la moto et évolue la nuit dans les milieux underground moscovites. Il délaisse petit à petit sa pratique médicale et participe à introduire en Russie la culture des gangs de motards à l’occidentale, qu’il a découverte à Berlin au milieu des années 1980.
En 1989, il devient président du club des Loups de la nuit, qui deviendra le plus grand club de motards de Russie. Il imprime au fil des ans une orientation nationaliste à l’organisation et multiplie les démonstrations de patriotisme et de piété orthodoxe,.

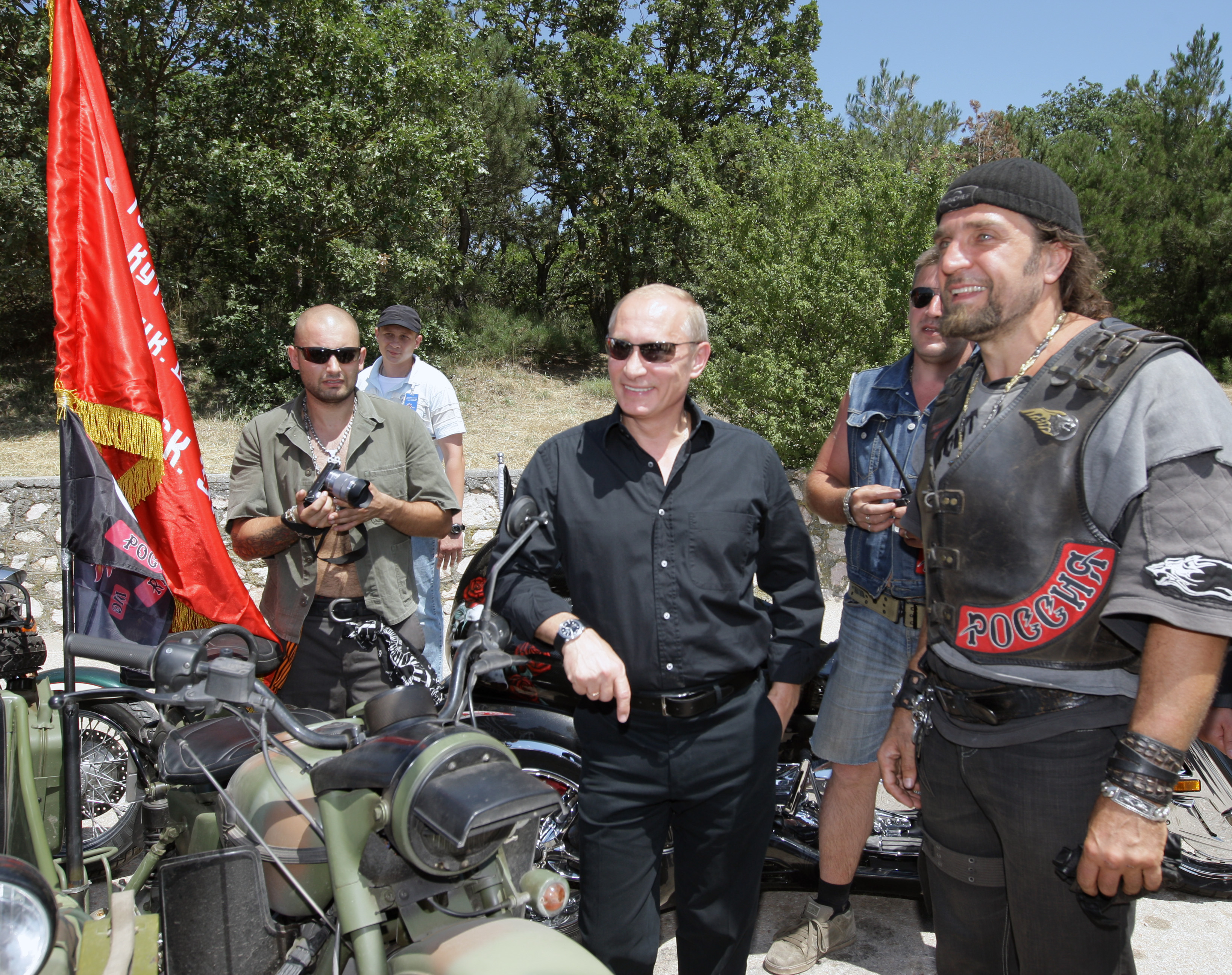
Aleksandr Zaldostanov et Vladimir Poutine en 2010.

Après une première rencontre avec le président Vladimir Poutine en 2009, Zaldostanov se rapproche progressivement du pouvoir russe. Il apparaît par la suite régulièrement aux côtés du maître du Kremlin, notamment à moto en 2011. Poutine lui décerne par ailleurs plusieurs distinctions officielles et va même jusqu’à l’appeler son « frère ».
En plus de ses activités nationalistes et religieuses, le leader des Loups de la nuit est aussi connu pour son admiration pour Joseph Staline, son homophobie virulente ou encore ses liens affichés avec le président tchétchène et fidèle de Vladimir Poutine, Ramzan Kadyrov.
Zaldostanov est par ailleurs sous le coup de sanctions américaines pour son rôle lors de l’annexion de la Crimée. Washington l’accuse en effet d’avoir participé là-bas au désarmement de soldats ukrainiens aux côtés des forces russes, en mars 2014.
Il est ensuite visé, avec d’autres dirigeants de son organisation, par des sanctions de l’Union européenne en juillet 2022, pour ses efforts de propagande en faveur de l’invasion de l’Ukraine par la Russie. Il est en effet l’instigateur de divers rassemblements, concerts et levées de fonds en soutien aux troupes russes et aux séparatistes pro-russes qui leur sont affiliées.